# Paxille à pied noir
Tapinella atrotomentosa
Espèce
Tapinella atrotomentosa, le paxille à pied noir (autrefois Paxillus atrotomentosus), est une espèce de champignons basidiomycètes de la famille des Tapinellaceae.
Le nom de l'espèce est tiré du latin ater, atrum signifiant "noir mat" (par opposition à niger) et tomentosus, c’est-à-dire "tomenteux", "velu", en référence à l'aspect caractéristique de son pied.

## Description du sporophore
Chapeau : de 5 à 15 cm ou plus, convexe, bosselé, puis étalé et déprimé, brun, d'aspect velouté.
Marge : enroulée.
Lames : serrées, fragiles, crème, brunissant avec l'âge et au toucher.
Stipe (pied) : 4 à 9 cm, robuste, souvent excentrique et incliné, couvert d'une toison brun-noir.
Chair : épaisse, aqueuse, crème, plus foncée dans le pied ; odeur non caractéristique, saveur amère.
Sporée : brun-rouille.

## Habitat
Le paxille à pied noir pousse de juillet à octobre en Europe et en Amérique du Nord, sous les conifères ou occasionnellement les feuillus, sur ou à proximité de souches pourrissantes. Il est commun, quoique beaucoup moins que le paxille enroulé.

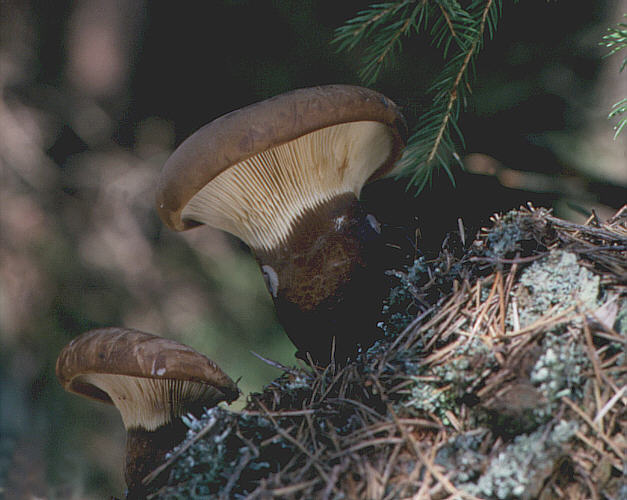
Paxille à pied noir

## Comestibilité
C'est un médiocre comestible en raison de l'amertume de sa chair.

## Espèces proches
Avec son pied guêtré de velours, ce champignon ne présente guère de risque de confusion.
L'espèce la plus proche est le paxille en forme de Panus (Paxillus panuoides), lui aussi reclassé en Tapinella panuoides.

## Sources
- Champignons du Nord et du Midi, André Marchand, tome III/IX, Hachette 1975,  (ISBN 84-399-3605-2)
- (en) Index Fungorum : Tapinella atrotomentosa